# Гоутер, Шон
Леонард Шон Гоутер (англ. Leonard Shaun Goater; род. 25 февраля 1970 года в Гамильтоне) — бермудский футболист. Играл на позиции нападающего в составе ряда английских клубов в 1990-х и 2000-х годах.
Первым профессиональным клубом Гоутера был «Манчестер Юнайтед», но он так и не сыграл за первую команду. Дебютировал на профессиональном уровне в 1989 году, перейдя в «Ротерем Юнайтед». Играл за «Ротерем» в течение семи лет, а затем в 1996 году перешёл в «Бристоль Сити». Два года спустя Гоутер стал игроком «Манчестер Сити», стоимость трансфера составила 400 000 фунтов стерлингов. В «Манчестер Сити» футболист достиг пика карьеры: забил более ста голов в период между 1998 и 2003 годами и в течение четырёх сезонов подряд становился лучшим бомбардиром клуба. Покинув «Сити», Гоутер поочерёдно выступал за «Рединг», «Ковентри Сити» и «Саутенд Юнайтед», а завершил карьеру в мае 2006 года. Он представлял сборную Бермудских островов в 36 матчах, забил 32 гола. Последним местом работы Гоутера был клуб «Илкестон», где он занимал пост главного тренера до расформирования команды в 2017 году.

## Ранние годы
Гоутер родился в столице Бермудских островов, Гамильтоне, жил со своей матерью Линетт, бабушкой и двумя тётями. Его знакомство с английским футболом произошло в апреле 1987 года, когда он принял участие в футбольном турне команды гимназии Салтус по Англии. Он провёл две недели, играя против различных английских школьных команд, среди соперников также была юношеская команда «Лестер Сити». В возрасте 17 лет Гоутер покинул дом, чтобы продолжить обучение в США. Он получил стипендию на занятия футболом в средней школе Колумбии, штат Нью-Джерси. Приехав домой на выходные на День Благодарения, Гоутер своей игрой привлёк внимание скаутов «Манчестер Юнайтед», которые пригласили его в Англию на просмотр. Заручившись поддержкой своей матери, которая сама занималась футболом, Гоутер согласился, тем самым лишившись стипендии в США. На молодёжном уровне Гоутер играл не в нападении, а выполнял в полузащите роль плеймейкера.

## Карьера игрока

### Клубная карьера

#### «Ротерем Юнайтед»
Гоутер успешно прошёл просмотр в «Манчестер Юнайтед», но так и не попал в первую команду. В 1989 году он подписал контракт с «Ротерем Юнайтед». В это время Гоутер страдал от тоски по дому, ему было трудно адаптироваться к английскому климату: 
Мне потребовалось два года, чтобы привыкнуть к жизни в Англии. Сначала я думал, что солнце здесь никогда не светит, и это было не для меня.
 Тем не менее, он постепенно привык к жизни в Англии, и в течение семи сезонов в «Ротереме» он приобрёл репутацию хорошего нападающего, забив 86 голов в 261 матче. В 1992 году Гоутер вышел на поле в матче против «Эвертона» в рамках Кубка Лиги, впервые сыграв против команды Премьер-лиги и забив единственный гол. Однако «Эвертон» выиграл ответный матч со счётом 3:0, и «Ротерем» выбыл из турнира. В 1993 году Гоутер отправился в аренду в «Ноттс Каунти», но из-за проблемы с разрешением на работу он сыграл только в одном матче за клуб из Ноттингема. В 1996 год Гоутер выиграл с «Ротеремом» Трофей футбольной лиги, в финале со счётом 2:1 был обыгран «Шрусбери Таун». Однако к концу сезона 1995/96 у Гоутера разгорелся конфликт с тренером «Ротерема» Арчи Геммиллом, и он решил покинуть клуб.

#### «Бристоль Сити»
В летнее межсезонье Гоутер получил предложения от испанской «Осасуны» и новосозданного южнокорейского «Сувон Самсунг Блюуингз», но из-за свадьбы решил остаться в Англии. Позже Гоутер перешёл в «Бристоль Сити» за 175 000 фунтов. Дебют футболиста в «Бристоль Сити» состоялся в матче против «Джиллингема». Гоутер забил гол, но его команда проиграл со счётом 3:2. «Сити» завершил сезон на пятом месте, выйдя в плей-офф, но уступив «Брентфорду». В следующем сезоне «Бристоль Сити» боролся за повышение в Первый дивизион, и Гоутер регулярно забивал, в конечном счёте его включили в символическую сборную дивизиона. Менее чем за два года с «Бристоль Сити» он забил 42 гола в 83 матчах. 26 марта 1998 года, в последний день трансферного окна, Гоутер подписал контракт с «Манчестер Сити», который заплатил «Бристолю» 400 000 фунтов стерлингов.

#### «Манчестер Сити»
Гоутер присоединился к «Манчестер Сити» в нестабильный период истории клуба, когда новый тренер Джо Ройл пытался спасти клуб от выбывания во Второй дивизион. Гоутер забил три гола в семи оставшихся матчах сезона 1997/98, но этого оказалось недостаточно, чтобы не дать клубу впервые понизиться в третий по силе дивизион английского футбола. Фанаты изначально скептически отнеслись к Гоутеру, но ему удалось расположить к себе болельщиков своей результативностью. Фанаты создали песню в его честь — «Накорми козла, и он забьёт» (англ. Feed The Goat And He Will Score) под мелодию песни Cwm Rhondda. В сезоне 1998/99 Гоутер забил 21 гол, завершив сезон лучшим бомбардиром «Манчестер Сити». В частности, он забил победный гол в полуфинале плей-офф за повышение против «Уиган Атлетик». «Манчестер Сити» вышел в финал плей-офф с «Джиллингемом», там за две минуты до конца основного времени «Сити» отыгрался со счёта 0:2 и перевёл игру в экстра-тайм. В итоге, «горожане» выиграли по пенальти (3:1).
Сезон 1999/2000 был ещё более успешным для Гоутера. Он снова стал самым результативным в клубе, на этот раз с 29 голами, болельщики признали его игроком года «Манчестер Сити». Клуб второй год подряд получил повышение, на этот раз — в Премьер-лигу. Летом власти Бермуд решили отметить достижения футболиста — 21 июня было объявлено на островах днём Шона Гоутера. В следующем сезоне, в возрасте 30 лет, Гоутер впервые сыграл в высшей дивизионе английского футбола. Гоутер стал лучшим бомбардиром «Манчестер Сити» третий сезон подряд, но его 11 голов не смогли спасти команду от понижения.
В сезоне 2000/01 в «Манчестер Сити» сменился тренер: Джо Ройл покинул пост, и его сменил Кевин Киган. В сезоне 2001/02 Гоутер стал первым игроком «Манчестер Сити» со времён Фрэнсиса Ли в 1972 году, который забил более 30 голов за сезон. «Сити» выиграл Первый дивизион, а стал Гоутер не только лучшим бомбардиром клуба в четвёртый раз подряд, но и лучшим бомбардиром дивизион.
Летом в сезоне 2001/02 ходили слухи, что Гоутер покинет клуб, поскольку «Манчестер Сити» дважды побил свой трансферный рекорд, купив нападающих Джона Маккена и Николя Анелька. Спортсмен остался, но выходить на поле стал реже. Он провёл всего 14 игр, тем не менее забил семь голов, в том числе свой 100-й мяч за клуб — в матче дерби против «Манчестер Юнайтед». В феврале 2003 года Гоутер в матче с тем же соперником забил самый быстрый гол в истории Премьер-лиги после выхода на поле — всего через 9 секунд. 
Незадолго до конца сезона 2002/03 Гоутер объявил о своём намерении покинуть «Манчестер Сити» по окончании сезона, так как хотел регулярно выходить на поле. В последнем матче за «Манчестер Сити» ему отдали капитанскую повязку. В общей сложности Гоутер забил 103 гола в 212 матчах за эту команду. После окончания своей футбольной карьеры, Гоутер критиковал Кевина Кигана, который, как он утверждает, никогда не хвалил его. Также он раскритиковал Николя Анелька, который, по его мнению, хотел быть «папой» «Манчестер Сити».

#### Поздняя карьера
1 августа 2003 года Гоутер перешёл в «Рединг». Президент клуба Джон Мадейски назвал трансфер «самым значительным в истории футбольного клуба», но Гоутер не смог повторить былую результативность. 
Гоутер планировал завершить карьеру, но вместо этого перешёл в клуб Первой лиги «Саутенд Юнайтед», подписав контракт в статусе свободного агента 3 августа 2005 года. В «Саутенде» Гоутер выступил в качестве наставника молодого нападающего Фредди Иствуда и внёс свой вклад во второе подряд повышение клуба, забив 11 голов. Его последний выход на поле в Англии состоялся 6 мая 2006 года, когда «Саутенд» играл с бывшим клубом Гоутера «Бристоль Сити». На стадион прибыло около 400 фанатов «Манчестер Сити», которые приехали в Саутенд-он-Си, чтобы попрощаться с Гоутером.
Уйдя из «Саутенда», Гоутер вернулся на Бермуды, получив по прибытии официальное приглашение на приём от премьер-министра Бермудских островов Алекса Скотта. Неделю спустя «Саутенд» сыграл со сборной Бермудских островов товарищеский матч в честь своего бывшего нападающего. 14 сентября 2006 года американская United Soccer League объявила, что на Бермудских островах будет создана профессиональная футбольная команда, «Бермуда Ходжес», которая будет играть во втором дивизионе USL. Гоутер стал одним из владельцев команды, а также сам играл за клуб. В команде он выступал вместе со своим товарищем по сборной Кайлом Лайтбоурном. В первом сезоне Гоутер сыграл восемь матчей и забил три гола. В следующем сезоне он провёл на поле лишь 18 минут и покинул клуб в 2008 году. В итоге он стал играющим тренером «Норт Вилладж Рамс» — команды из его родного города.

### Карьера в сборной
Гоутер начал представлять свою страну на международном уровне в сборной Бермуд до 18 лет, с которой выступал на турнире в Белизе, где его команда сыграла с хозяевами турнира и сборной Гватемалы. Он также сыграл несколько матчей за сборную Бермуд до 19 лет и представлял сборную Бермуд до 21 года. За основную сборную Бермудских островов он дебютировал 18 апреля 1987 года в возрасте 17 лет в матче против Канады в рамках отбора на Панамериканские игры 1987 года, игра завершилась поражением Бермуд с минимальным счётом.

Гоутер сыграл большую часть своих матчей за сборную во время летнего межсезонья, не пропуская игр чемпионата. В сезоне 1992/93 Гоутер на восемь недель выбыл из распоряжения клуба, так как представлял свою страну в отборочном цикле чемпионата мира 1994 года. Однако Бермудские острова финишировали на последнем месте в группе, пропустив вперёд Сальвадор, Канаду и Ямайку. Сам Гоутер отмечал, что пребывание в лагере сборной оказывало пагубное влияние на его форму: 
Моя физическая форма ухудшилась, когда я был на Бермудах. Это было похоже на отдых. Команда просто ела то, что ей нравилось. Я придерживался своей профессиональной диеты около двух или трёх недель, пока давление товарищей не взяло верх.
Гоутер сыграл свой последний матч за сборную в 2004 году против Сальвадора в рамках первого раунда отборочного турнира чемпионата мира 2006 года. Он получил травму через 10 минут после начала матча, а Бермудские острова проиграли со счётом 2:1.
В составе сборной Гоутер никогда не играл на крупных международных турнирах. Выступая за Бермудские острова, Гоутер часто был единственным профессиональным игроком в команде. Во время его выступлений за сборную Федерация футбола Бермудских островов не вела официальной статистики, поэтому число матчей и голов Гоутера в разных источниках варьируется. Так или иначе он является лучшим бомбардиром в истории своей сборной. Согласно The Guardian, Гоутер провёл за команду 36 матчей, забив 32 гола.

## Стиль игры
В ходе молодёжной карьеры Гоутер играл в полузащите и выполнял функции плеймейкера, в нападение он перешёл уже на профессиональном уровне. Тренер молодёжной сборной Бермуд советовал Гоутеру делать больший акцент на результативность, а не на зрелищность игры.
По мнению бермудского журналиста Криса Гиббонса, Гоутер был классом выше всех других игроков на Бермудских островах. До переезда в Англию его единственным преимуществом была скорость, но со временем он прибавил агрессивности в атаке и стал лучше играть головой. В сборной проблема Гоутера состояла в том, что он создавал голевые моменты другим игрокам, которые не могли их реализовать.

## Тренерская карьера
Во время карьеры игрока Гоутер не планировал заниматься тренерской деятельностью. Он считал, что футбол развивается слишком быстро, и у тренеров не хватает времени, чтобы воплощать свои идеи. Несмотря на это, в 2005 году он получил тренерскую лицензию УЕФА категории B. В 2008 году он возглавил клуб «Норт Вилладж Рамс», увлёкся работой тренера и выиграл семь трофеев за пять лет во главе клуба. В декабре 2012 года его контракт закончился, и он решил, что для него и его семьи настало время вернуться в Англию. В Англии он отправился на курсы для получения лицензии УЕФА категории A. 
8 августа 2015 года английский клуб «Нью Миллз» из Северной Премьер-лиги принял Гоутера на должность помощника тренера Энди Фирна. После девяти поражений в девяти играх Ферн и Гоутер покинули клуб. 17 февраля 2017 года Гоутер стал главным тренером другого клуба Северной Премьер-лиги, «Илкестона». По прибытии в клуб он узнал, что руководство не платило игрокам с декабря 2016 года. В конце сезона футболисты отказались поехать на матч против «Уэркингтона» из-за задолженности по заработной плате. Следующим летом президент команды принял решение о расформировании клуба.

## Личная жизнь

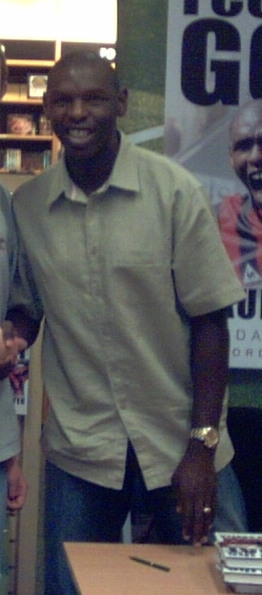
Гоутер на презентации автобиографии (сентябрь 2006)

Жену Шона Гоутера зовут Анита, у пары есть двое дочерей: Амайя и Анаис. В 2003 году Гоутер был награждён Орденом Британской империи за заслуги в развитии спорта на Бермудских островах. С 2003 года Гоутер организовывает на Бермудах ежегодный футбольный фестиваль для детей. В сентябре 2006 года он издал автобиографию под названием «Покормите козла: история Шона Гоутера» (англ. Feed the Goat: The Shaun Goater Story). Проживая в Англии, Гоутер принимал активное участие в работе СМИ Манчестера. Он вёл колонку под названием «Читай козла» в официальной программе матчей «Манчестер Сити» и был частым гостем радиопрограммы «Синий вторник» на BBC Radio Manchester.
9 ноября 2007 года Гоутер вместе с тремя партнёрами по компании East End Group Limited (Бермудские острова) объявили об объединении с Telecommunications Networks Limited (теперь — East End Telecom). Телекоммуникационная компания стала третьим дочерним предприятиям группы после East End Asphalt и East End Aviation. Гоутер является менеджером по развитию бизнеса группы.

## Статистика
| Клуб              | Сезон            | Лига | Лига | Кубок | Кубок | Кубок Лиги | Кубок Лиги | Трофей Лиги | Трофей Лиги | Итого | Итого |
| Клуб              | Сезон            | Игры | Голы | Игры  | Голы  | Игры       | Голы       | Игры        | Голы        | Игры  | Голы  |
| ----------------- | ---------------- | ---- | ---- | ----- | ----- | ---------- | ---------- | ----------- | ----------- | ----- | ----- |
| Манчестер Юнайтед | 1989/90          | 0    | 0    | 0     | 0     | 0          | 0          | 0           | 0           | 0     | 0     |
| Манчестер Юнайтед | Итого            | 0    | 0    | 0     | 0     | 0          | 0          | 0           | 0           | 0     | 0     |
| Ротерем Юнайтед   | 1989/90          | 12   | 2    | ?     | ?     | ?          | ?          | ?           | ?           | ?     | ?     |
| Ротерем Юнайтед   | 1990/91          | 22   | 2    | ?     | ?     | ?          | ?          | ?           | ?           | ?     | ?     |
| Ротерем Юнайтед   | 1991/92          | 24   | 9    | ?     | ?     | ?          | ?          | ?           | ?           | ?     | ?     |
| Ротерем Юнайтед   | 1992/93          | 23   | 7    | ?     | ?     | ?          | ?          | ?           | ?           | ?     | ?     |
| Ротерем Юнайтед   | 1993/94          | 39   | 13   | ?     | ?     | ?          | ?          | ?           | ?           | ?     | ?     |
| Ротерем Юнайтед   | 1994/95          | 45   | 19   | ?     | ?     | ?          | ?          | ?           | ?           | ?     | ?     |
| Ротерем Юнайтед   | 1995/96          | 44   | 18   | ?     | ?     | ?          | ?          | ?           | ?           | ?     | ?     |
| Ротерем Юнайтед   | Итого            | 209  | 70   | 15    | 7     | 17         | 4          | 20          | 5           | 261   | 86    |
| → Ноттс Каунти    | 1993/94          | 1    | 0    | 0     | 0     | 0          | 0          | 0           | 0           | 1     | 0     |
| → Ноттс Каунти    | Итого            | 1    | 0    | 0     | 0     | 0          | 0          | 0           | 0           | 1     | 0     |
| Бристоль Сити     | 1996/97          | 43   | 23   | 1     | 0     | 4          | 1          | 0           | 0           | 48    | 24    |
| Бристоль Сити     | 1997/98          | 33   | 17   | 2     | 0     | 3          | 1          | 2           | 0           | 40    | 18    |
| Бристоль Сити     | Итого            | 76   | 40   | 3     | 0     | 7          | 2          | 2           | 0           | 88    | 42    |
| Манчестер Сити    | 1997/98          | 7    | 3    | 0     | 0     | 0          | 0          | 0           | 0           | 7     | 3     |
| Манчестер Сити    | 1998/99          | 46   | 18   | 4     | 1     | 3          | 2          | 0           | 0           | 53    | 21    |
| Манчестер Сити    | 1999/2000        | 40   | 23   | 4     | 1     | 3          | 3          | 0           | 0           | 47    | 27    |
| Манчестер Сити    | 2000/01          | 26   | 6    | 3     | 3     | 3          | 2          | 0           | 0           | 32    | 11    |
| Манчестер Сити    | 2001/02          | 42   | 28   | 2     | 2     | 2          | 2          | 0           | 0           | 46    | 32    |
| Манчестер Сити    | 2002/03          | 26   | 7    | 1     | 0     | 2          | 0          | 0           | 0           | 29    | 7     |
| Манчестер Сити    | Итого            | 187  | 85   | 12    | 9     | 13         | 9          | 0           | 0           | 212   | 103   |
| Рединг            | 2003/04          | 34   | 12   | 2     | 2     | 2          | 0          | 0           | 0           | 38    | 14    |
| Рединг            | 2004/05          | 9    | 0    | 0     | 0     | 2          | 1          | 0           | 0           | 11    | 1     |
| Рединг            | Итого            | 43   | 12   | 2     | 2     | 4          | 1          | 0           | 0           | 49    | 15    |
| → Ковентри Сити   | 2004/05          | 6    | 0    | 0     | 0     | 0          | 0          | 0           | 0           | 6     | 0     |
| → Ковентри Сити   | Итого            | 6    | 0    | 0     | 0     | 0          | 0          | 0           | 0           | 6     | 0     |
| Саутенд Юнайтед   | 1992/93          | 34   | 11   | 2     | 0     | 1          | 0          | 0           | 0           | 37    | 11    |
| Саутенд Юнайтед   | Итого            | 34   | 11   | 2     | 0     | 1          | 0          | 0           | 0           | 37    | 11    |
| Бермуда Ходжес    | 2007             | 8    | 3    | -     | -     | -          | -          | -           | -           | 8     | 3     |
| Бермуда Ходжес    | 2008             | 1    | 0    | -     | -     | -          | -          | -           | -           | 1     | 0     |
| Бермуда Ходжес    | Итого            | 9    | 3    | —     | —     | —          | —          | —           | —           | 9     | 3     |
| Всего за карьеру  | Всего за карьеру | 565  | 221  | 34    | 18    | 42         | 16         | 22          | 5           | 663   | 260   |

| Голы в матчах за сборную (список неполный) | Голы в матчах за сборную (список неполный) | Голы в матчах за сборную (список неполный)            | Голы в матчах за сборную (список неполный) | Голы в матчах за сборную (список неполный) | Голы в матчах за сборную (список неполный) | Голы в матчах за сборную (список неполный) |
| №                                          | Дата                                       | Место                                                 | Соперник                                   | Результат                                  | Турнир                                     |                                            |
| ------------------------------------------ | ------------------------------------------ | ----------------------------------------------------- | ------------------------------------------ | ------------------------------------------ | ------------------------------------------ | ------------------------------------------ |
| 1                                          | 12 апреля 1989 года                        | Национальный стадион Барбадоса, Сент-Мишель, Барбадос | Барбадос                                   | 2:1                                        | Товарищеский матч                          |                                            |
| 2                                          | 13 мая 1990 года                           | Боунз Парк, Кастри, Сент-Люсия                        | Сент-Люсия                                 | 2:0                                        | Отбор на Карибский кубок 1990              |                                            |
| 3                                          | 13 мая 1990 года                           | Боунз Парк, Кастри, Сент-Люсия                        | Сент-Люсия                                 | 2:0                                        | Отбор на Карибский кубок 1990              |                                            |
| 4                                          | 4 февраля 1992 года                        | Бермудский национальный стадион, Девоншир, Бермуды    | Норвегия                                   | 1:3                                        | Товарищеский матч                          |                                            |
| 5                                          | 26 апреля 1992 года                        | Бермудский национальный стадион, Девоншир, Бермуды    | Гаити                                      | 1:0                                        | Отборочный турнир ЧМ-1994                  |                                            |
| 6                                          | 24 мая 1992 года                           | Стад Сильвио Катор, Порт-о-Пренс, Республика Гаити    | Гаити                                      | 2:1                                        | Отборочный турнир ЧМ-1994                  |                                            |
| 7                                          | 20 июня 1992 года                          | Олд Доминион Соккер Комплекс, Норфолк, США            | США                                        | 1:1                                        | Товарищеский матч                          |                                            |
| 8                                          | 4 июля 1992 года                           | Бермудский национальный стадион, Девоншир, Бермуды    | Антигуа и Барбуда                          | 2:1                                        | Отборочный турнир ЧМ-1994                  |                                            |
| 9                                          | 4 июля 1992 года                           | Бермудский национальный стадион, Девоншир, Бермуды    | Антигуа и Барбуда                          | 2:1                                        | Отборочный турнир ЧМ-1994                  |                                            |
| 10                                         | 1 ноября 1992 года                         | Кускатлан, Сан-Сальвадор, Сальвадор                   | Сальвадор                                  | 4:1                                        | Отборочный турнир ЧМ-1994                  |                                            |
| 11                                         | 8 ноября 1992 года                         | Индепенденс Парк, Кингстон, Ямайка                    | Ямайка                                     | 3:2                                        | Отборочный турнир ЧМ-1994                  |                                            |
| 12                                         | 15 ноября 1992 года                        | Свангард, Бернаби, Канада                             | Канада                                     | 4:2                                        | Отборочный турнир ЧМ-1994                  |                                            |
| 13                                         | 5 марта 2000 года                          | Шерли Граунд, Род-Таун, Британские Виргинские острова | Британские Виргинские острова              | 5:1                                        | Отборочный турнир ЧМ-2002                  |                                            |
| 14                                         | 5 марта 2000 года                          | Шерли Граунд, Род-Таун, Британские Виргинские острова | Британские Виргинские острова              | 5:1                                        | Отборочный турнир ЧМ-2002                  |                                            |
| 15                                         | 5 марта 2000 года                          | Шерли Граунд, Род-Таун, Британские Виргинские острова | Британские Виргинские острова              | 5:1                                        | Отборочный турнир ЧМ-2002                  |                                            |
| 16                                         | 31 марта 2004 года                         | Бермудский национальный стадион, Девоншир, Бермуды    | Никарагуа                                  | 3:0                                        | Товарищеский матч                          |                                            |
| 17                                         | 31 марта 2004 года                         | Бермудский национальный стадион, Девоншир, Бермуды    | Никарагуа                                  | 3:0                                        | Товарищеский матч                          |                                            |

## Достижения
«Ротерем Юнайтед»
- Трофей футбольной лиги: 1995/96

«Манчестер Сити»
- Первый дивизион: 1998/99
- Лучший бомбардир Первого дивизиона: 1998/99
- Член символической сборной Первого дивизиона: 2001/02

«Саутенд Юнайтед»
- Лига один: 2005/06